# Carrozzeria Helvetia
Carrozzeria Helvetia war ein italienischer Hersteller von Automobilen. Der Markenname lautete Momo.

## Unternehmensgeschichte
Das Unternehmen aus Rozzano begann 1970 mit der Produktion von Automobilen. 1972 endete die Produktion.

## Fahrzeuge
Im Angebot standen der Momo Dune Buggy, ein Buggy, und der Momo Maxi Buggy im Stile der 1930er Jahre. Dies waren Freizeitautos auf Fahrgestellen vom VW Käfer. Für den Antrieb sorgten Vierzylinder-Boxermotoren.